# Scheloribates repetitus
Scheloribates repetitus är en kvalsterart som beskrevs av Subías 2004. Scheloribates repetitus ingår i släktet Scheloribates och familjen Scheloribatidae. Inga underarter finns listade i Catalogue of Life.